# Alderdi Eguna
El Alderdi Eguna ('Día del partido' en euskera) es el día del Partido Nacionalista Vasco (PNV), que se celebra anualmente desde 1977 el último domingo de septiembre, domingo más cercano al día de San Miguel, considerado el patrón de Euskadi, así como de este partido.

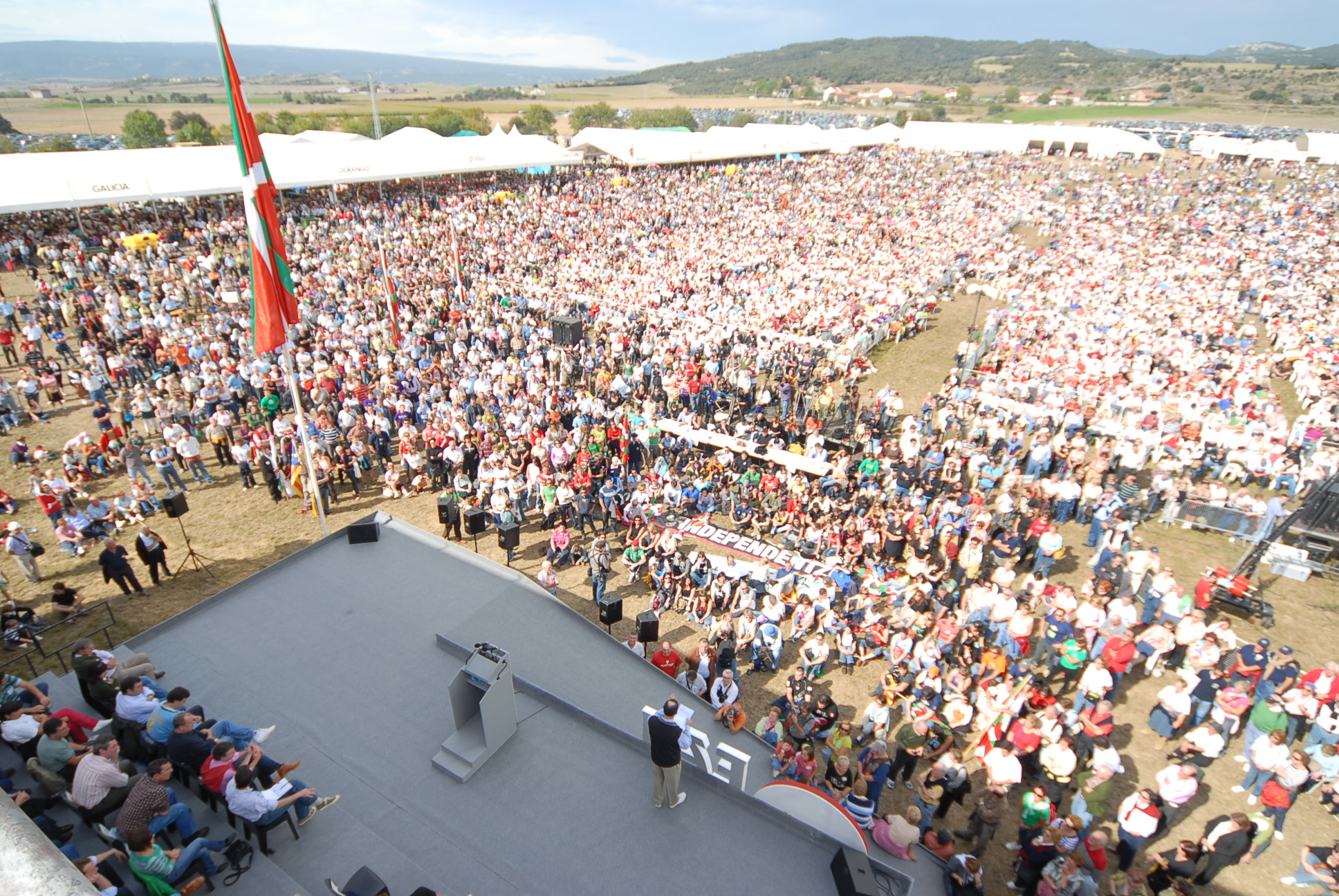
Alderdi Eguna de 2007.

## Actos oficiales
El acto central de esta fiesta es el mitin político realizado por los líderes del PNV, normalmente el lendakari y el presidente del Euzkadi Buru Batzar, así como también un representante de Euzko Gaztedi Indarra (EGI), pero la fiesta comienza de mañana con la forma de una tradicional romería, donde las diferentes organizaciones municipales del partido instalan puestos de venta de bebidas y de sus productos más típicos, amenizando todo ello con música tradicional. También, se puede disfrutar de danzas, deportes tradicionales y normalmente se organizan misas y servicios religiosos.
El acto oficial comienza con el desfile de los jóvenes de EGI seguidos por los representantes de todas las organizaciones municipales, concejales y alcaldes de los distintos municipios, terminando dicho desfile con los representantes de las distintas ejecutivas territoriales y los grupos de los distintos parlamentos de los que el PNV forma parte. Después se realiza el mitin central con una duración de unas dos horas, y finalmente se da pie a la fiesta, música y las comidas. La fiesta se prolonga durante todo el día y hasta bien entrada la noche.
Las juventudes de EGI aprovechan para organizar una acampada durante todo el fin de semana, en la que celebran actos políticos y festivos.

## Historia del Alderdi Eguna
La fiesta comenzó a realizarse en las campas San Miguel de Aralar (Navarra) en 1977, teniendo carácter rotativo para los distintos territorios durante los primeros años de existencia. Sin embargo, a partir de 1984 se empezó a realizar de manera ininterrumpida hasta 2004 en las campas de Salburua, puesto que los organizadores no encontraban otro lugar que pudiera acoger a la gran cantidad de afiliados y simpatizantes que se desplazaban ese día. Finalmente y desde 2004 el Alderdi Eguna se realiza en las campas de Foronda a escasos kilómetros de Vitoria, en un espacio de 400.000 m² propiedad del Partido Nacionalista Vasco (PNV).
En 1977, tras las elecciones generales tras la muerte del dictador Franco, el recién legalizado PNV decidió organizar una jornada festiva coincidiendo con el patrón del partido. Por iniciativa de Iñaki Anasagasti, presidente de las juventudes del PNV (EGI) en aquel entonces, y tomando como modelo la fiesta del partido que Acción Democrática y COPEI venían realizando en Venezuela, el PNV decidió organizar una jornada festiva para congregar a sus simpatizantes y afiliados. El encuentro político-familiar resultó ser un éxito y congregó a más de 80 000 jelkides, tras lo que se decidió hacerlo anual. 
Durante la edición del Alderdi Eguna de 2009 se creó mediante un mosaico formado por cartulinas, la ikurriña más grande de la historia.
Cabe resaltar la edición del año 2016, que no pudo ser celebrada en la fecha habitual (último domingo de septiembre) con motivo de las elecciones al Parlamento Vasco y se celebró una semana más tarde.

## Partidos Invitados
Unió Mallorquina, UCD, CDC, Partido Andalucista, BNG, Coalición Canaria, PSM, Bloc Nacionalista Valencià, Unita de Angola, Frente Polisario, Parti de la Nation Corse, Union Démocratique Bretonne, Parti Breton, Ligue Savoisienne, Bloc Catala, Mouvement Règion Savoie, Movimiento por la Determinación de la Isla de Bioko y Partido Demócrata del Kurdistán.
- Datos: Q8193932
- Multimedia: Alderdi Eguna / Q8193932